# سید مهدی مرجان‌زاده
سیدمهدی مرجانزاده (زاده ۱۶ خرداد ۱۳۵۷ در بجستان) داور لیگ برتر فوتبال است. وی در سال ۱۳۷۸ داوری را شروع کرده و از سال ۱۳۹۳ قضاوت در لیگ برتر فوتبال ایران را آغاز کرد.